# أنور عمرو عرفات
أنور عمرو عرفات (1911-1971) هو أديب وشاعر فلسطيني ولد في مدينة نابلس، ودرس الإبتدائية والثانوية في كلية النجاح بنابلس، وحصل على شهادة البكالوريوس في العلوم، من الجامعة الأمريكية في بيروت. توفي عام 1971 في مدينة نابلس.

## حياته العملية
بدأ عرفات عمله موظفاً في دائرة حاكم لواء نابلس عام 1936، ثم معلماً للغة الإنجليزية في العراق عام 1937، ثم موظفاً في دائرة الأشغال العامة، في نابلس حتى إستقالته عام 1939، وعمل أيضاً محررًا بجريدة الصريح، ومديرًا للمعهد الثقافي، وكان ايضا عضوا في مجلس السلامة في القدس، إضافة إلى عمله سكرتيراً لغرفة التجارة والشؤون الاقتصادية، بنابلس والعديد من الجمعيات التجارية و العالمية الأخرى، ثم أصبح رئيساً لمنظمة التجارة.

## مؤلفاته
عمل عرفات العديد من المؤلفات المتنوعة، من الأشعار والدواوين والمسرحيات، التي ساهمت بشكل كبير في صناعة التاريخ في فلسطين قبل النكبة.
- ديوان الدمعة المنحبسة في رثاء الأرض المقدسة.
- رواية تمثيلية ولكم في القصاص حياة.
- كتاب أعلام من أرض السلام.
- قصيدة في مديح النبي.
- قصيدة مدح ملكي الأردن والسعودية.